# 28 a.C.
28 a.C. foi um ano bissexto do século I a.C. que durou 366 dias. De acordo com o Calendário Juliano, o ano teve início numa sexta-feira e terminou a um sábado. as suas letras dominicais foram C e B.
| Ano completo                          |
| ------------------------------------- |
| Ano bissexto com início à sexta-feira |

## Eventos
- 188a olimpíada: Sopáter de Argos, vencedor do estádio.[1]
- Caio César Otávio (sic), pela sexta vez, e Marco Vipsânio Agripa, pela segunda, cônsules romanos.[2]